# 1943 no Brasil
Esta é uma cronologia dos fatos acontecimentos de ano 1943 no Brasil.

## Incumbentes
- Presidente do Brasil - Getúlio Vargas (3 de novembro de 1930 - 29 de outubro de 1945)

## Eventos
- 28 de janeiro: Presidente Getúlio Vargas chega a Natal, Rio Grande do Norte, para uma conferência com o presidente dos Estados Unidos, Franklin Delano Roosevelt.[1]
- 18 de fevereiro: Torpedeado o navio brasileiro Brasilóide pelo submarino alemão U-518 próximo ao farol de Garcia d'Avila, na costa da Bahia.[2][3]
- 2 de março: Torpedeado o navio de passageiros brasileiro Affonso Pena pelo submarino italiano Barbarigo no litoral da Bahia, na região dos Abrolhos.[2][3]
- 17 de março: O navio caça-submarino brasileiro Jaguaribe, em serviço de comboio, ataca e afunda um submarino alemão.
- 01 de maio: Promulgação da Consolidação das Leis do Trabalho (CLT).
- 30 de junho: Torpedeado o navio brasileiro Tutóia pelo submarino alemão U-513 ao largo de Iguape, no litoral sul do estado de São Paulo, causando a morte de 7 tripulantes.[2][3]
- 4 de julho: Torpedeado o navio brasileiro Pelotaslóide pelo submarino alemão U-590 na costa norte da Bahia.[2][3]
- 22 de julho: Afundado a tiros de canhão, ao largo de Cabo Frio, o barco pesqueiro brasileiro Shangri-lá pelo submarino alemão U-199, causando a morte de seus 10 tripulantes.[3]
- 31 de julho: O submarino alemão U-199 é afundado por um hidroavião PBY Catalina, pilotado pelo brasileiro Alberto Martins Torres.[4]
- 31 de julho: Torpedeado o navio brasileiro Bagé pelo submarino alemão U-185 ao largo da costa de Sergipe.[2][3][5]
- 9 de agosto: É assinada a Portaria Ministerial Nº 4744, que cria a Força Expedicionária Brasileira (FEB).[6]
- 26 de setembro: Torpedeado o navio brasileiro Itapagé, da Companhia Nacional de Navegação Costeira, pelo submarino alemão U-161 próximo à costa de Alagoas, em pleno dia. Morrem 18 tripulantes e 4 passageiros.[2][3]
- 28 de setembro: Torpedeado o barco brasileiro Cisne Branco por um submarino não identificado na costa do Ceará.
- 23 de outubro: Torpedeado o navio brasileiro Campos pelo submarino alemão U-170 ao sul do arquipélago de Alcatrazes, próximo à cidade de Santos, no estado de São Paulo.[2][3]

## Nascimentos
- 15 de janeiro: Arnaldo Cezar Coelho, ex-árbitro de futebol.
- 19 de abril: Ubiratan Guimarães, militar e político brasileiro (m. 2006).
- 3 de maio: Drauzio Varella, médico oncologista, cientista e escritor brasileiro.